# Grand Prix Brazílie 1987
Grand Prix Brazílie 1987 (oficiálně 16º Grande Premio do Brasil) se jela na okruhu Jacarepagua v Rio de Janeiro v Brazílii dne 12. dubna 1987. Závod byl prvním v pořadí v sezóně 1987 šampionátu Formule 1.

## Kvalifikace
| Poř.   | No. | Jezdec             | Konstruktér            | Časy v kvalifikaci | Časy v kvalifikaci | Ztráta  |
| Poř.   | No. | Jezdec             | Konstruktér            | Q1                 | Q2                 | Ztráta  |
| ------ | --- | ------------------ | ---------------------- | ------------------ | ------------------ | ------- |
| 1      | 5   | Nigel Mansell      | Williams-Honda         | 1:27.901           | 1:26.128           | —       |
| 2      | 6   | Nelson Piquet      | Williams-Honda         | 1:27.822           | 1:26.567           | +0.439  |
| 3      | 12  | Ayrton Senna       | Lotus-Honda            | 1:29.002           | 1:28.408           | +2.280  |
| 4      | 19  | Teo Fabi           | Benetton-Ford          | 1:30.439           | 1:28.417           | +2.289  |
| 5      | 1   | Alain Prost        | McLaren-TAG            | 1:29.522           | 1:29.175           | +3.047  |
| 6      | 20  | Thierry Boutsen    | Benetton-Ford          | 1:30.166           | 1:29.450           | +3.322  |
| 7      | 28  | Gerhard Berger     | Ferrari                | 1:31.444           | 1:30.357           | +4.229  |
| 8      | 17  | Derek Warwick      | Arrows-Megatron        | 1:32.531           | 1:30.467           | +4.339  |
| 9      | 27  | Michele Alboreto   | Ferrari                | 1:31.218           | 1:30.468           | +4.340  |
| 10     | 2   | Stefan Johansson   | McLaren-TAG            | 1:31.343           | 1:30.476           | +4.348  |
| 11     | 7   | Riccardo Patrese   | Brabham-BMW            | 1:32.001           | 1:31.179           | +5.051  |
| 12     | 11  | Satoru Nakadžima   | Lotus-Honda            | 1:34.445           | 1:32.276           | +6.148  |
| 13     | 8   | Andrea de Cesaris  | Brabham-BMW            | 1:32.402           | 1:34.115           | +6.274  |
| 14     | 18  | Eddie Cheever      | Arrows-Megatron        | 1:33.084           | 1:32.769           | +6.641  |
| 15     | 24  | Alessandro Nannini | Minardi-Motori Moderni | 1:33.980           | 1:33.729           | +7.601  |
| 16     | 23  | Adrián Campos      | Minardi-Motori Moderni | —                  | 1:33.825           | +7.697  |
| 17     | 10  | Christian Danner   | Zakspeed               | 1:36.178           | 1:35.212           | +9.084  |
| 18     | 3   | Jonathan Palmer    | Tyrrell-Ford           | 1:37.488           | 1:36.091           | +9.963  |
| 19     | 9   | Martin Brundle     | Zakspeed               | 1:37.235           | 1:36.160           | +10.032 |
| 20     | 4   | Philippe Streiff   | Tyrrell-Ford           | 1:38.822           | 1:36.274           | +10.146 |
| 21     | 21  | Alex Caffi         | Osella-Alfa Romeo      | 1:39.931           | 1:38.770           | +12.642 |
| 22     | 14  | Pascal Fabre       | AGS-Ford               | 1:44.126           | 1:39.816           | +13.688 |
| 23     | 16  | Ivan Capelli       | March-Ford             | 1:43.580           | 2:02.966           | +17.452 |
| Zdroj: |     |                    |                        |                    |                    |         |

## Závod
| Poř.   | No. | Jezdec             | Konstruktér            | Počet kol | Čas/Odstoupení                | Pořadí na startu | Body |
| ------ | --- | ------------------ | ---------------------- | --------- | ----------------------------- | ---------------- | ---- |
| 1      | 1   | Alain Prost        | McLaren-TAG            | 61        | 1:39:45.141                   | 5                | 9    |
| 2      | 6   | Nelson Piquet      | Williams-Honda         | 61        | + 40.547                      | 2                | 6    |
| 3      | 2   | Stefan Johansson   | McLaren-TAG            | 61        | + 56.758                      | 10               | 4    |
| 4      | 28  | Gerhard Berger     | Ferrari                | 61        | + 1:39.235                    | 7                | 3    |
| 5      | 20  | Thierry Boutsen    | Benetton-Ford          | 60        | + 1 kolo                      | 6                | 2    |
| 6      | 5   | Nigel Mansell      | Williams-Honda         | 60        | + 1 kolo                      | 1                | 1    |
| 7      | 11  | Satoru Nakadžima   | Lotus-Honda            | 59        | + 2 kola                      | 12               |      |
| 8      | 27  | Michele Alboreto   | Ferrari                | 58        | Řízení                        | 9                |      |
| 9      | 10  | Christian Danner   | Zakspeed               | 58        | + 3 kola                      | 17               |      |
| 10 (1) | 3   | Jonathan Palmer    | Tyrrell-Ford           | 58        | + 3 kola                      | 18               |      |
| 11 (2) | 4   | Philippe Streiff   | Tyrrell-Ford           | 57        | + 4 kola                      | 20               |      |
| 12 (3) | 14  | Pascal Fabre       | AGS-Ford               | 55        | + 6 kol                       | 22               |      |
| Ret    | 18  | Eddie Cheever      | Arrows-Megatron        | 52        | Přehřátí                      | 14               |      |
| Ret    | 12  | Ayrton Senna       | Lotus-Honda            | 50        | Motor                         | 3                |      |
| Ret    | 7   | Riccardo Patrese   | Brabham-BMW            | 48        | Elektronika                   | 11               |      |
| Ret    | 8   | Andrea de Cesaris  | Brabham-BMW            | 21        | Diferenciál                   | 13               |      |
| Ret    | 17  | Derek Warwick      | Arrows-Megatron        | 20        | Motor                         | 8                |      |
| Ret    | 21  | Alex Caffi         | Osella-Alfa Romeo      | 20        | Odvolán                       | 21               |      |
| Ret    | 24  | Alessandro Nannini | Minardi-Motori Moderni | 17        | Zavěšení                      | 15               |      |
| Ret    | 9   | Martin Brundle     | Zakspeed               | 15        | Turbo                         | 19               |      |
| Ret    | 19  | Teo Fabi           | Benetton-Ford          | 9         | Turbo                         | 4                |      |
| DSQ    | 23  | Adrián Campos      | Minardi-Motori Moderni | 3         | Nesprávná startovní procedura | 16               |      |
| DNS    | 16  | Ivan Capelli       | March-Ford             | 0         | Nestartoval                   | 23               |      |
| Zdroj: |     |                    |                        |           |                               |                  |      |

## Průběžné pořadí po závodě
Pohár jezdců
| Pořadí | Jezdec           | Body |
| ------ | ---------------- | ---- |
| 1      | Alain Prost      | 9    |
| 2      | Nelson Piquet    | 6    |
| 3      | Stefan Johansson | 4    |
| 4      | Gerhard Berger   | 3    |
| 5      | Thierry Boutsen  | 2    |
| Zdroj: |                  |      |

Pohár konstruktérů
| Pořadí | Konstruktér    | Body |
| ------ | -------------- | ---- |
| 1      | McLaren-TAG    | 13   |
| 2      | Williams-Honda | 7    |
| 3      | Ferrari        | 3    |
| 4      | Benetton-Ford  | 2    |
| Zdroj: |                |      |

Pořadí Jim Clark Trophy
| Pořadí | Jezdec           | Body |
| ------ | ---------------- | ---- |
| 1      | Jonathan Palmer  | 9    |
| 2      | Philippe Streiff | 6    |
| 3      | Pascal Fabre     | 4    |

Pořadí Colin Chapman Trophy
| Pořadí | Konstruktér  | Body |
| ------ | ------------ | ---- |
| 1      | Tyrrell-Ford | 15   |
| 2      | AGS-Ford     | 4    |